# Hedelse brug
De Hedelse brug is een boog- en liggerbrug uit 1937 over de Maas bij Hedel. Over de brug ligt de Oude Rijksweg, die Hedel met 's-Hertogenbosch verbindt.

## Geschiedenis
In de 19e eeuw werden snelle, directe en stabiele verbindingen tussen de Nederlandse steden steeds belangrijker. In 1870 kwam de Hedelse spoorbrug gereed, waarmee de spoorverbinding tussen Utrecht en 's-Hertogenbosch voltooid kon worden. Bij Hedel werd station Hedel gebouwd.
Voor het wegverkeer duurde het lang om vanuit de destijds enigszins geïsoleerde Bommelerwaard de stad 's-Hertogenbosch te bereiken. Van 1864 tot 1937 had Hedel een schipbrug, een rij van achttien pontons met daarop een wegdek van min of meer losliggende houten balken. Wanneer er schepen langs moesten, moest een deel van de schipbrug worden weggevaren. Bij ijsvorming werd de hele brug naar de kant gehaald.
- Polygoonjournaal 27 december 1937: schipbrug en opening nieuwe brug

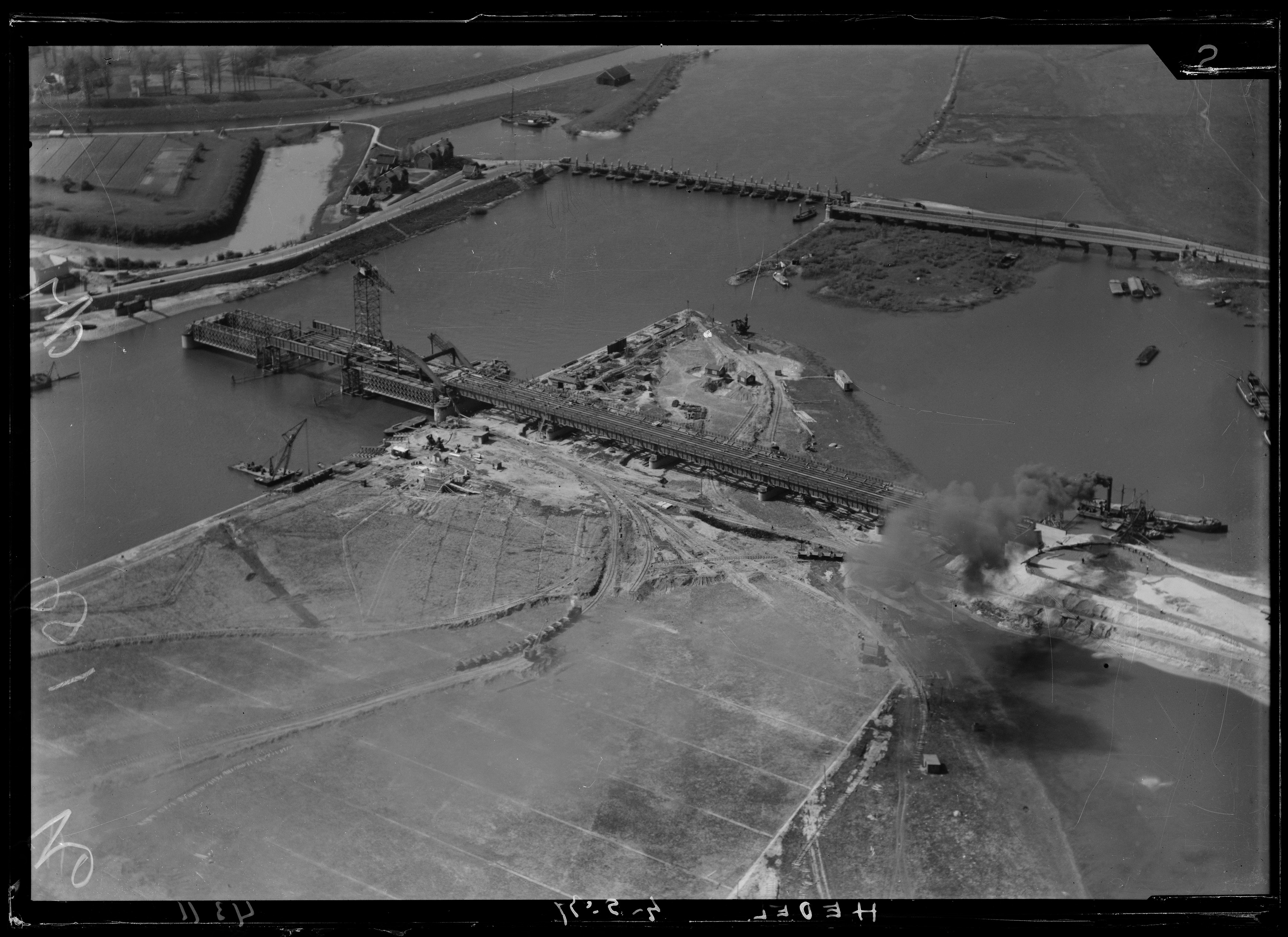
Aanleg van de Hedelse brug (1920-1940), Nederlands Instituut voor Militaire Historie.

In het kader van het Rijkswegenplan uit 1927 werd besloten om een volwaardige Rijksweg tussen Utrecht en 's-Hertogenbosch aan te leggen. Hiervoor moest de Maas bij Hedel met een vaste oeververbinding overbrugd worden. De Hedelse brug is geopend in 1937. Reeds enkele jaren na de voltooiing werd de brug in de meidagen van 1940 opgeblazen door het Nederlandse gezag, in het kader van pogingen de opmars van de Duitsers te vertragen. Op de plaats van de oude schipbrug kwam tot 1942 een pontonbrug. In 1942 was de verkeersbrug hersteld, maar deze werd in het najaar van 1944 andermaal vernield, ditmaal door de Duitsers, om de opmars van de geallieerden te vertragen, toen de Maas bij Hedel in de frontlinie kwam te liggen. Na de oorlog werd de brug weer opgebouwd.
Van 1956 tot 1970 was de weg over de brug een autosnelweg, de A2. In 1970 werd deze snelweg oostelijk via een aparte brug om 's-Hertogenbosch heen gelegd. Sindsdien heeft de Hedelse brug vooral een functie voor het regionale verkeer, dat vanuit de zuidelijke Bommelerwaard naar 's-Hertogenbosch wil (en andersom).
Tijdens de Koude Oorlog was de Maasoever van het aan de zuidelijke oever gelegen Fort Crèvecoeur zo ingericht dat er snel een (ponton)brug geslagen kon worden indien de verkeersbrug bij Hedel door de vijand vernietigd zou worden.